# Biblioteca Ferran de Lloaces (Oriola)
La Biblioteca Ferran de Lloaces és un centre situat a la plaça del Marquès de Rafal de la ciutat d'Oriola. Creada l'any 1547, va ser la primera Biblioteca Pública, la primera en fons bibliogràfics de la província d'Alacant i la segona del País Valencià.

## Història
Es tracta de la Primera Biblioteca Pública, creada pel Patriarca d'Antioquia i el cardenal Ferran de Lloaces l'any 1547 en el marc de la fundació de la Universitat d'Oriola.
Amb la desamortització i la supressió de la Universitat en 1835, el gran fons bibliotecari i d'arxius que durant segles s'havia gestat va passar a l'Estat per Reial orde de la Reina Isabel II el 17 de desembre de 1863. Aquest fons, sota custòdia del Cos d'Arxivers, Bibliotecaris i Antiquaris, va determinar la creació definitiva de la Biblioteca pública Ferran de Lloaces, la primera de titularitat estatal.

## Biblioteca en l'actualitat
Des de l'any 1993 està ubica al Palau dels Ducs de Pinohermoso rehabilitat pel Ministeri de Cultura. La rehabilitació va ser realitzada per l'arquitecte Alberto Campo Baeza.
És la segona Biblioteca del País Valencià quant a fons i nombre de volums. Disposa de:
- Sala General de Lectures en tota la planta noble de l'antic palau
- Sala d'Estudi
- Sala Infantil
- Sala de Recerca «Cosme Damián Savall»
- Sala de «Miguel Hernández»
- Videoteca
- Ludoteca
- Fonoteca.
- Sala de Microfitxes
- Sala Històrica
- Sala d'exposicions. L'ampli pati de l'edifici també es destina a sala d'exposicions
- Hemeroteca
- Arxius

### Sala General
La sala general de Lectures està decorada amb una important col·lecció de retrats dels segles XVI-XVIII d'antics professors de la universitat d'Oriola i de la noblesa d'Oriola, distribuïts en els seus murs.

### Sala Històrica
En ella s'exposa part dels fons històrics de l'edifici, així com part del mobiliari barroc de l'Antiga Universitat. Es troba decorada amb llenços i retrats des del segle xvi fins al segle xviii. A més, posseeix escuts de la ciutat d'Oriola tallats en fusta, daurats i policromats. En l'actualitat és utilitzada com a sala de conferències.

## Arxiu de la Biblioteca de l'Estat
En l'actualitat l'ampli arxiu històric d'Oriola, provinent en la seua major part de la Pontifícia i Real Universitat d'Oriola, té la consideració de Bé d'Interés Cultural juntament amb l'Arxiu del Regne de València de conformitat amb la llei valenciana d'Arxius, per ser el segon arxiu més important per a la cultura valenciana.
Consta d'un gran conjunt de documents tant públics com privats des del segle xiv fins al segle xx, a més d'una important col·lecció de Protocols notarials dels segles XV al xix. En ell s'alberguen dos dels pocs incunables que es conserven a la Regió Valenciana, un important nombre dels quals es troba a la catedral d'Oriola i al Seminari Diocesà d'Oriola.
Al seu torn, posseeix part dels documents de la Governació d'Oriola, ja que la resta es troba a l'Arxiu de la Corona d'Aragó a Barcelona. Així mateix, disposa de conjunts arxivístics procedents de donacions particulars que alberguen documents d'un ampli període històric.
Gran part d'aquest arxiu es troba digitalitzat, inclús documents d'important valor històric que es troben en arxius particulars. Alguns dels seus documents han estat restaurats.
Així mateix, per conveni signat amb l'Ajuntament, en les seues instal·lacions s'albergava de manera provisional gran part de l'Arxiu Municipal d'Oriola que recorre els segles xiii fins a l'any 1950. Aquest va ser traslladat al nou arxiu municipal a l'edifici de l'Hospital Sant Joan de Déu.